# Solitude (Utah)
Solitude – amerykański ośrodek narciarski położony w stanie Utah, w hrabstwie Salt Lake, około 55 kilometrów od Salt Lake City. Na powierzchni 1200 akrów znajduje się około 80 tras zjazdowych, obsługiwanych przez 9 wyciągów oraz 20 kilometrów tras do narciarstwa biegowego. Ośrodek jest podzielony na 2 strefy. Strefa Moonbeam jest to strefa, w której znajdują się wszelkie trasy oraz wyciągi narciarskie. Z kolei strefa Solitude Village służy za bazę noclegową.
W 2019 roku, w ośrodku rozegrane zostały zawody w skicrossie oraz snowcrossie w ramach mistrzostw świata w narciarstwie dowolnym oraz snowboardzie.